# Aleksandr Danílovich Aleksándrov
Aleksandr Danílovich Aleksándrov; en ruso: Александр Данилович Александров; Volýn, gobernación de Riazán, Imperio ruso (hoy óblast de Riazán, Rusia), 4 de agosto de 1912 - Moscú, 27 de julio de 1999) fue un matemático, físico, filósofo y alpinista soviético-ruso.

## Biografía
Aleksandrov nació en 1912 en Volyn (óblast de Riazán). Su padre era director de una escuela secundaria de San Petersburgo y su madre, profesora en dicha escuela, por lo que el joven Aleksandrov pasó la mayor parte de su infancia en la ciudad. Su familia era de la vieja nobleza rusa; los estudiantes observaron retratos de sus antepasados que colgaban en su despacho. Sus hermanas eran la botánica soviética Vera Danilovna Aleksandrova (RU) y Maria Danilovna Aleksandrova, autora de la primera monografía sobre gerontopsicología en la URSS. En 1937 se casó con una estudiante de la Facultad de Física, Marianna Leonidovna Georg. Juntos tuvieron dos hijos: Daria (n. 1948) y Daniil (RU) (n. 1957). En 1980 se casó con Svetlana Mijáilovna Vladimirova (de soltera Bogacheva). En 1951 se afilió al Partido Comunista.
Alekandrov sentía una gran afición por la poesía, la escritura y la traducción. En una ocasión, durante un viaje a Londres, fue recibido como profesor visitante de Shakespeare. También viajó mucho, visitando la India, Estados Unidos y toda Europa.

## Trayectoria
A partir de 1929, estudió física (entre otros con Vladímir Fok) y matemáticas (con Borís Delaunay) en la Universidad Estatal de Leningrado. Sus asesores allí fueron Vladimir Fock, físico, y Boris Delaunay, matemático. En 1930 Aleksandrov trabajó en el Instituto Estatal de Óptica (GOI) y al mismo tiempo daba clases en el Departamento de Matemáticas y Mecánica de la Universidad. En 1935 se doctoró en la Universidad y más tarde, en 1937, realizó su tesis doctoral. Se convirtió en profesor de la Universidad, al tiempo que trabajaba en el LOMI, el Departamento de Leningrado del Instituto Steklov de Matemáticas (actualmente PDMI, Departamento de Petersburgo del Instituto Matemático). En la Segunda Guerra Mundial fue evacuado junto con el Instituto Steklov a Kazán, pero regresó a Leningrado como profesor en 1944. Nombrado rector de la universidad en 1952, Aleksandrov permaneció en este cargo hasta 1964. Fue el rector más joven de la historia de la universidad, y gozó de bastante popularidad. Una de sus principales contribuciones fue el intento de traslado de la Universidad Estatal de Leningrado al Viejo Peterhof, que resultó infructuoso. En 1946 se convirtió en miembro correspondiente, y en 1964 en miembro de número de la Academia de Ciencias de la URSS. Desde 1975 era también miembro de la Accademia Nazionale dei Lincei.
De 1964 a 1986, Aleksandrov vivió en Novosibirsk, donde dirigió el Laboratorio de Geometría del Instituto de Matemáticas de la División Siberiana de la Academia de Ciencias de la URSS y dio clases en la Universidad Estatal de Novosibirsk. En 1986 regresó a Leningrado (actual San Petersburgo) para dirigir el laboratorio de geometría del LOMI.

Aleksándrov trabajó primeramente en física teórica bajo la influencia de von Fock (también publicó trabajos acerca de mecánica cuántica), pero además se dedicó paralela y tempranamente a los poliedros convexos y a la geometría de los cristales, bajo la influencia de Delaunay. Trabajó sobre todo en temáticas de geometría diferencial de superficies. Se dice que su trabajo en geometría, en concreto, sólo es superado por los de Gauss, N. V. Efimov, V. A. Zalgaller y A. V. Pogorelov.

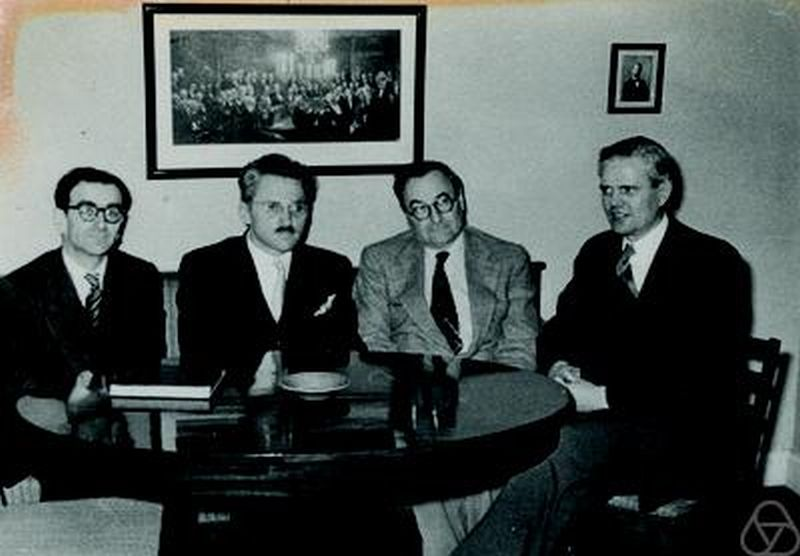
Aleksándrov (el segundo desde la izquierda) junto a Werner Fenchel, Herbert Busemann, Børge Jessen 1954

Entre sus estudiantes destacados de doctorado se cuenta a Grigori Perelman.
No debe confundírselo con el matemático ruso Pável Aleksándrov (quien también trabajó en el Instituto Steklov).

## Premios
En 1942, recibió el 
Premio Stalin (galardón estatal) y en 1951 la Medalla Lobachevski. A partir de 1946, fue miembro corresponsal y desde 1964 miembro pleno de la Academia Rusa de Ciencias. Desde 1975, fue miembro de la Accademia Nazionale dei Lincei. Tal como su maestro Delaunay también era un apasionado del montañismo. En 1958, sostuvo una importante ponencia ante el pleno del Congreso Internacional de Matemáticas en Edinburgo, bajo el título de Modern Developments in Surface Theory. En 1990 se le concedió una de las numerosas órdenes por sus esfuerzos para preservar la genética de los ataques de la pseudociencia del lysenkoísmo, que contaba con el apoyo oficial del Estado en tiempos de Stalin y Jruschov. En 1992 recibió Medalla de Oro Euler de la Academia Rusa de las Ciencias.

## Obra
- Selected Works, Vol. 1 : Selected scientific papers. Ámsterdam: Gordon and Breach Publishers. x, 322 pp. (1996). ISBN 2-88124-984-1
- Selected Works, Vol. 2 : Intrinsic geometry of convex surfaces. Vol. 2. Boca Raton, FL: Chapman & Hall/CRC. xiii, 426 p. (2005). ISBN 0-415-29802-4
- Convex Polyhedra, Springer 2005 (en alemán)
- con Boris Delone, Padurow: Fundamentos matemáticos del análisis de la estructura de los cristales, 1934 (en ruso)